# Saharoza:saharoza fruktoziltransferaza
Saharoza:saharoza fruktoziltransferaza (EC 2.4.1.99, SST, saharoza:saharoza 1-fruktoziltransferaza, saharoza-saharoza 1-fruktoziltransferaza, saharoza 1F-fruktoziltransferaza, saharoza:saharoza 1F-beta-D-fruktoziltransferaza) je enzim sa sistematskim imenom saharoza:saharoza 1'-beta-D-fruktoziltransferaza. Ovaj enzim katalizuje sledeću hemijsku reakciju
2 saharoza {\displaystyle \rightleftharpoons } D-glukoza + beta-D-fruktofuranozil-(2->1)-beta-D-fruktofuranozil alfa-D-glukopiranozid

## Literatura
- Nicholas C. Price; Lewis Stevens (1999). Fundamentals of Enzymology: The Cell and Molecular Biology of Catalytic Proteins (Third изд.). USA: Oxford University Press. ISBN 019850229X.
- Eric J. Toone (2006). Advances in Enzymology and Related Areas of Molecular Biology, Protein Evolution (Volume 75 изд.). Wiley-Interscience. ISBN 0471205036.
- Branden C; Tooze J. Introduction to Protein Structure. New York, NY: Garland Publishing. ISBN 0-8153-2305-0.
- Irwin H. Segel. Enzyme Kinetics: Behavior and Analysis of Rapid Equilibrium and Steady-State Enzyme Systems (Book 44 изд.). Wiley Classics Library. ISBN 0471303097.

## Spoljašnje veze
- Sucrose:sucrose+fructosyltransferase на 